# Dolichopeza (Nesopeza) fabella
Dolichopeza (Nesopeza) fabella is een tweevleugelige uit de familie langpootmuggen (Tipulidae). De soort komt voor in het Oriëntaals gebied.